# La Voix du cœur (film, 1943)
Pour les articles homonymes, voir La Voix du cœur.
Pour plus de détails, voir Fiche technique et Distribution.
La Voix du cœur (Η Φωνή Της Καρδιάς (I Phoni tis kardias)) est un film grec réalisé par Dimitris Ioannopoulos (el) et sorti en 1943.
Première production de la Finos Film, le film remporta un grand succès public avec 102 237 entrées à Athènes lors de sa sortie.

## Synopsis
Un homme est condamné à la prison pour avoir tué l'amant de sa femme. À sa libération, le poids des conventions sociales l'empêche de reprendre contact avec sa fille. Cependant, sa femme est en train de s'opposer au mariage de leur fille. Le père et la mère scellent alors un pacte : la mère laisse sa fille se marier avec l'homme qu'elle aime et le père disparaît définitivement de la vie des deux femmes.

## Fiche technique
- Titre : La Voix du cœur
- Titre original : Η Φωνή Της Καρδιάς (I Phoni tis kardias)
- Réalisation : Dimitris Ioannopoulos
- Scénario : Dimitris Ioannopoulos
- Direction artistique :
- Costumes :
- Photographie : Prodromos Meravidis (en)
- Montage :
- Musique : Christos Hairopoulos (el)
- Société de production : Finos Film
- Pays d'origine : Grèce
- Format : noir et blanc
- Genre : mélodrame
- Durée : 75 minutes
- Date de sortie : 1943

## Distribution
- Emilios Veakis (en)
- Dimítris Horn
- Kaiti Panou (el)
- Alekos Livatidis
- Lámbros Konstandáras
- Nitsa Tsaganea (en)
- Smaroula Giouli (el)
- Pantelís Zervós
- Nikos Matthaios
- Stelios Vokovits (el)
- Sotiria Iatridou (el)
- Vana Theochari